# Sphedamnocarpus barbosae
Sphedamnocarpus barbosae là một loài thực vật có hoa trong họ Malpighiaceae. Loài này được Launert miêu tả khoa học đầu tiên năm 1961.